# تيدي راكسبن
تيدي راكسبن مسلسل رسوم متحركة أمريكي عرض لأول مره في 14 سبتمبر 1987 واستمر حتى 11 ديسمبر 1987 . تمت دبلجته للعربية .

## روابط خارجية
- Teddy Ruxpin Online- A Fan Website with an interview with creator Ken Forsse
- Illiop.com
- تيدي راكسبن على موقع IMDb (الإنجليزية)
- تيدي راكسبن على موقع ميتاكريتيك (الإنجليزية)
- تيدي راكسبن على موقع كينوبويسك (الروسية)
- تيدي راكسبن على موقع ألو سيني (الفرنسية)
- تيدي راكسبن على موقع قاعدة بيانات الفيلم (الإنجليزية)
- The UNofficial Teddy Ruxpin Frequently Asked Questions website – The oldest Teddy Ruxpin fan website